# Lutegarda Guimarães de Caires
Lutegarda do Livramento Guimarães de Caires OB (Vila Real de Santo António, 17 de novembro de 1858 — Lisboa, 30 de março de 1935), mais conhecida por Lutegarda Guimarães de Caires, foi uma escritora, poetisa e activista portuguesa pelos direitos da mulher e da criança.

## Biografia
Lutegarda Guimarães, nascida Eduarda Lutegarda do Livramento Guimarães, nasceu em Vila Real de Santo António, a 17 de novembro de 1858, filha de João António Guimarães, natural da mesma cidade e de Maria Teresa de Barros, natural de Lisboa, freguesia da Lapa. O pai, aficcionado da música, rodeou os filhos de arte, ensinando-lhes harpa, violino e cítara. Lutegarda e o irmão, improvasavam, junto de primos, pequenos teatros de peças consagradas, que adaptavam e apresentavam à família.
Ainda jovem, Lutegarda deixou o Algarve e fixou residência em Lisboa. Na capital portuguesa, a 10 de fevereiro de 1877, na Igreja de São José, aos 18 anos, casa-se com o tenente de Infantaria Serafim Duarte Soares Coelho, de 24 anos e natural de Soure. Nesta época, o seu pai já havia falecido e a mãe, foi testemunha do consórcio.
Por motivos profissionais, o marido vai para Angola, onde falece, em Luanda, a 12 de março de 1889. No mesmo ano, conheceu e veio a casar-se, a 20 de novembro, na mesma igreja onde casara com o primeiro marido, com o advogado madeirense João de Caires, natural de Câmara de Lobos, um homem de cultura, que, além de juiz municipal em Óbidos, era escritor e fundador da Sociedade de Propaganda de Portugal, organizador, em sua casa, de serões literários muito participados.
Logo no início do casamento sofreu a perda de uma filha (e provavelmente ainda de outro filho). Isto marcou-a profundamente e  revelou-se na sua poesia, toda ela triste. A partir daí, decidiu dedicar-se a causas sociais, mais conhecida das quais a visita a crianças doentes do Hospital de Dona Estefânia levando-lhes roupas, brinquedos e rebuçados. Durante alguns anos, o casal Caires viveu em Óbidos e Alcobaça, onde o marido foi juiz. Foi nesta última cidade, que, em 1895, nasceria o seu filho Álvaro Guimarães de Caires, que viria a ser médico, professor na Universidade de Sevilha, escritor e investigador. Nesta sua passagem por Alcobaça, Lutegarda declamou num sarau literário junto aos túmulos de Pedro e Inês, no Mosteiro de Santa Maria da Vitória.
Por onde passava, Lutegarda deixava uma marca de cultura e filantropia. Mulher atenta aos problemas e injustiças do seu tempo, a partir de 1905, começa a colaborar em jornais com artigos de cariz social.  A sua primeira obra intitulou-se Glicínias e foi editada em 1910. Com a Implantação da República em Portugal, o Ministro da Justiça de então, Diogo Leote, propôs à escritora, em 1911, que fizesse um estudo da situação dos presos, principalmente das mulheres detidas, numa época em que as prisões eram mistas. Lutegarda denunciou péssimas condições em que viviam as prisioneiras, que se encontravam em situações críticas, quer a nível físico, quanto psicológico, e os seus artigos conseguiram ter o efeito de abolir a máscara nas prisões, que era forçada em presos com determinadas penas mais duras, bem como a obrigatoriedade da pena de silêncio. Conseguiu ainda que as mulheres tivessem melhores condições higiénicas nas cadeias.
De regresso a Lisboa, continua a visitar as crianças doentes e sozinhas do Hospital de Dona Estefânia. Com o sucesso das suas obras, conseguiu angariar mais interessados na sua cruzada em prol dos menores. Durante dez anos, Lutegarda de Caires promoveu o evento denominado "Natal das Crianças dos Hospitais", e que hoje apenas se chama Natal dos Hospitais, uma festa dedicada a todos os enfermos, independentemente da idade, e que é exibido anualmente poucos dias antes da festa de Natal pela RTP.
Em junho de 1913, Lutegarda Guimarães, juntamente com Ana Augusta de Castilho, Beatriz Pinheiro, Maria Veleda e Joana de Almeida Nogueira, representaram a delegação portuguesa na Sétima Conferência da Aliança Internacional de Sufrágio Feminino, em Budapeste.
A sua obra é principalmente poética, que dedica a figuras famosas da época, como Guerra Junqueiro, Branca de Gonta Colaço, Virgínia Quaresma, Maria Amália Vaz de Carvalho, entre outros. Em 1923, Lutegarda ganhou o 1.º prémio nos Jogos Florais Hispano-Portugueses de Ceuta, com o soneto Florinha da Rua. A autora, ausente em França naquele momento, fez-se representar pelo seu irmão, João de Deus Guimarães, numa cerimónia no Convento do Carmo, na Associação dos Arqueólogos Portugueses e onde uma delegação espanhola se deslocou propositadamente para fazer a entrega do prémio.
Ativista, com os seus artigos publicados em diversos jornais como O Século, Diário de Notícias, A Capital, Brasil-Portugal, Ecos da Avenida e Correio da Manhã, lutou pela igualdade de oportunidades e dignidade para as mulheres. Feminista convicta, insurgiu-se contra a discriminação de que eram vítimas as mulheres por não poderem dispor dos seus próprios bens, enquanto casadas.
Também se encontram algumas colaborações suas na revista Serões (1901-1911).
Lutegarda Guimarães faleceu aos 76 anos, na sua residência, o primeiro andar direito do número 53 da Avenida da Liberdade, freguesia de São José, em Lisboa, sendo a sua idade erroneamente declarada como 63 anos, no registo de óbito. A causa de morte é apresentada como cancro da mama e síncope cardíaca. Encontra-se sepultada em jazigo de família, no Cemitério dos Prazeres, em Lisboa.

## Reconhecimento
A 5 de outubro de 1931 foi agraciada com a Ordem de Benemerência, pela sua dedicação às crianças e com a Ordem Militar de Santiago da Espada.
A cidade de Vila Real de Santo António homenageou-a em 1937 concedendo-lhe lugar na toponímia local e erguendo, em 1966, um busto junto ao rio Guadiana.

“Tornei a ver te! Agora os meus cabelos
embranqueceram já... longe de ti.
Foram-se há muito aspirações e anelos
mas as saudades ainda as não perdi.

Mas volto à minha terra, tão bonita!
Terra onde reina o sol que resplandece,
aonde a vaga é murmurar de prece
e sinto ainda a ternura infinita.

É que não há céu de tal 'splendor
nem rio azul tão belo e prateado
como o Guadiana, o meu rio encantado
de mansas águas, suspirando amor!”

— Lutegarda Guimarães de Caires

## Obras publicadas
- Glicínias (1910)
- Papoulas (1912)
- A Dança do Destino: contos e narrativas (1913)
- Bandeira Portuguesa (1910) [nota 5]
- Dança do Destino (1911)
- Pombas Feridas (1914)
- Vagamundo (Libretto da ópera musicada por Rui Coelho, 1914)
- Sombras e Cinzas (1916)
- Doutor Vampiro (1921, romance)
- Violetas (1922)
- Cavalinho Branco (1930)
- Palácio das Três Estrelas (1930)
- Inês (peça de teatro em co-autoria com Manuel Vieira Natividade e Virgínia Vitorino)